# هوبويل (نيويورك)
هوبويل (بالإنجليزية: Hopewell, New York)‏ هي بلدة أمريكية تقع في الولايات المتحدة في مقاطعة أونتاريو، نيويورك. يقدر عدد سكانها بـ 3,747 نسمة ومساحتها 92.4 كم2 وترتفع عن سطح البحر 254 متر.

## المناخ
يظهر الجدول التالي التغييرات المناخية على مدار السنة لهوبويل:
| البيانات المناخية لـهوبويل        | البيانات المناخية لـهوبويل | البيانات المناخية لـهوبويل | البيانات المناخية لـهوبويل | البيانات المناخية لـهوبويل | البيانات المناخية لـهوبويل | البيانات المناخية لـهوبويل | البيانات المناخية لـهوبويل | البيانات المناخية لـهوبويل | البيانات المناخية لـهوبويل | البيانات المناخية لـهوبويل | البيانات المناخية لـهوبويل | البيانات المناخية لـهوبويل | البيانات المناخية لـهوبويل |
| الشهر                             | يناير                      | فبراير                     | مارس                       | أبريل                      | مايو                       | يونيو                      | يوليو                      | أغسطس                      | سبتمبر                     | أكتوبر                     | نوفمبر                     | ديسمبر                     | المعدل السنوي              |
| --------------------------------- | -------------------------- | -------------------------- | -------------------------- | -------------------------- | -------------------------- | -------------------------- | -------------------------- | -------------------------- | -------------------------- | -------------------------- | -------------------------- | -------------------------- | -------------------------- |
| متوسط درجة الحرارة الكبرى °ف (°م) | 34 (1)                     | 36 (2)                     | 43 (6)                     | 55 (13)                    | 68 (20)                    | 77 (25)                    | 81 (27)                    | 79 (26)                    | 72 (22)                    | 61 (16)                    | 48 (9)                     | 37 (3)                     | 58 (14)                    |
| المتوسط اليومي °ف (°م)            | 27 (−3)                    | 27 (−3)                    | 36 (2)                     | 46 (8)                     | 57 (14)                    | 66 (19)                    | 72 (22)                    | 70 (21)                    | 63 (17)                    | 52 (11)                    | 43 (6)                     | 30 (−1)                    | 49 (9)                     |
| متوسط درجة الحرارة الصغرى °ف (°م) | 18 (−8)                    | 19 (−7)                    | 27 (−3)                    | 36 (2)                     | 46 (8)                     | 57 (14)                    | 63 (17)                    | 61 (16)                    | 54 (12)                    | 43 (6)                     | 34 (1)                     | 25 (−4)                    | 40 (5)                     |
| الهطول إنش (مم)                   | 1.81 (46.0)                | 1.65 (41.9)                | 2.52 (64.0)                | 3.12 (79.2)                | 2.96 (75.2)                | 3.50 (88.9)                | 3.80 (96.5)                | 3.22 (81.8)                | 3.36 (85.3)                | 2.99 (75.9)                | 2.82 (71.6)                | 2.22 (56.4)                | 33.96 (862.7)              |
| المصدر:                           |                            |                            |                            |                            |                            |                            |                            |                            |                            |                            |                            |                            |                            |